# JR貨物UF47A形コンテナ
UF47A形コンテナ（UF47Aがたコンテナ）は、日本貨物鉄道（JR貨物）輸送用として籍を編入している31ft私有コンテナ（冷凍コンテナ）である。
形式の数字部位 「 47 」は、コンテナの容積を元に決定される。このコンテナ容積47㎥の算出は、厳密には端数四捨五入計算の為に、内容積46.5 - 47.4㎥の間に属するコンテナが対象となる。
また形式末尾のアルファベット一桁部位「A」は、コンテナの使用用途（主たる目的）が「普通品の輸送」を表す記号として付与されている。

## 番台毎の概要

### 39500番台

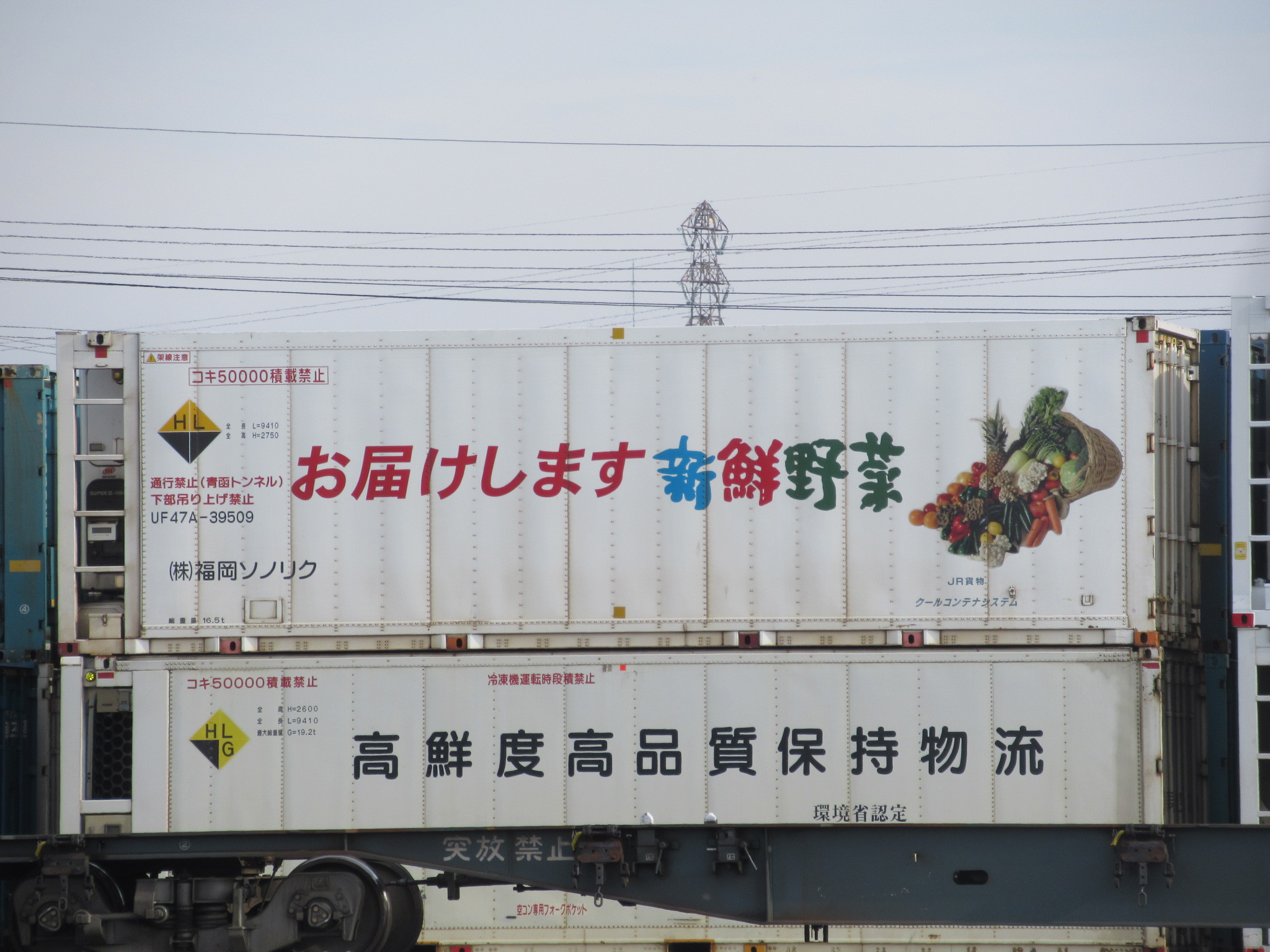
UF47A-39509 廣川運送所有。

39501 - 39505
ランテック所有、全高2,710mm（規格外）、全長9,610mm（規格外）、全幅2,500mm（規格外）、総重量12t。現状唯一の32ftクラスのJRコンテナである。
39506 - 39513?
廣川運送所有、1060レ・1061レのスーパーグリーンシャトルで運用されている。
コキ100系貨車積載限定。青函トンネル通過禁止。福岡貨物ターミナル駅 - 東京貨物ターミナル駅間で運用されている。後に一部個体が福岡ソノリク所有に変更された。